# Liesbeth Pauwels
Liesbeth Pauwels is een personage uit de VTM-reeks Familie, gespeeld door Hilde De Baerdemaeker.

## Beschrijving
Liesbeth Pauwels is de dochter van Patrick Pauwels. Ze is moeder van twee kinderen, Arno Coppens en Stefanie Coppens, en is getrouwd met Benny Coppens.
Ze is een lieve, zorgzame moeder die alles overheeft voor haar gezin. Wanneer ze door haar baas (ze werkt in een schoenenwinkel) wordt gevraagd om de opbrengst van de dag naar de bank te brengen, wordt ze overvallen door twee gangsters. Ze moet een paar weken in het ziekenhuis verblijven. Rita Van den Bossche komt helpen bij het huishouden van de familie op verzoek van Patrick Pauwels. Hier is Liesbeth ontevreden over. Bij haar terugkomst verbiedt ze Rita nog te komen, dit tot grote spijt van de rest van de familie.
Liesbeths leven staat ook niet stil. Ze werkt geruime tijd in de FoodBar van de VDB-holding. Doordat ze vroeg kinderen had gekregen, kon ze haar studies niet afmaken. Dit knaagde jaren aan haar zelfvertrouwen, waardoor ze toch de moed vond om na jaren haar studies te hervatten, en met succes. Haar bazen zien dat Liesbeth zich goed ontplooit en zien toekomst in haar carrière. Daarom stellen ze haar voor een managementcursus te gaan volgen in het Engelse Redding. De eerste maanden verloopt dit stroef; door haar leeftijd is haar zelfvertrouwen niet alles. Ze overweegt te stoppen. Maar met de steun van haar familie en een schoolvriendin die ze daar heeft leren kennen zet ze toch door.
Na haar visie op een internationale FoodBar slaagt ze met glans voor haar studie. Meer nog, ze wordt opgemerkt door een Amerikaanse docent, waardoor ze de kans krijgt een cursus in Los Angeles te volgen.
Eerst is haar familie ertegen, maar ze gunnen Liesbeth haar carrière, zodat ze toch naar Amerika vertrekt.
Bij haar terugkomst merkt ze dat er veel veranderd is. Ze wil verder met haar leven. Ze besluit ontslag te nemen in de FoodBar. Daarna gaat ze als poetshulp aan het werk. Verder vindt ze toch een job bij de staat. Maar ze voelt zich niet prettig in haar vel. Na verschillende tegenslagen wil Liesbeth een einde aan haar huwelijk maken, maar ze doet dit uiteindelijk niet. Ze vertrekt naar Nieuw-Zeeland om weer tot haarzelf te komen.